# ユウナ (ファイナルファンタジー)
ユウナ（Yuna）は、スクウェア（現・スクウェア・エニックス）のコンピュータゲーム「ファイナルファンタジーシリーズ」などに登場する架空の人物で、『ファイナルファンタジーX』のヒロインおよび『ファイナルファンタジーX-2』の主人公。

## 担当声優
- 青木まゆこ（日本語版）
- ヘディ・バーレス（英語版）

## 人物
年齢は17歳（『X-2』は19歳）。ベベル出身。父親ブラスカのナギ節が始まった年にキマリに連れられビサイド島に移り住む。その後、ビサイド島で正式な召喚士となり、使命を背負い命を捨てる覚悟で『シン』を倒す旅に出る。『X』では「召喚士旅団」の一員で、『X-2』では「カモメ団」の世間的リーダーとなる。
一人称は「わたし」、もしくは漢字で「私」（『X-2』ではほとんど「私」である）。二人称は主人公・ティーダに対しては「キミ」、目上や女性同志は「あなた」と言う。母親はアルベド族の族長シドの妹で、父親がブラスカなので、人間とアルベド族のハーフで左右の瞳の色が違う特徴（オッドアイ）がある。外見は茶髪で左目は父・ブラスカと同じ蒼青色、右目は母親・アルベド族の特徴である翠緑（エメラルドグリーン）色の瞳である。普段の語尾ではたまに「~っす」もしくは「~ッス」と言う（ティーダと同様）。
困った人を見捨てられない真面目で優しい性格の少女で、父のガードであったジェクトの息子・ティーダをいつも気にかけている。嘘や隠し事が苦手で、問題を一人で背負い込みやすく甘え下手だが、自分の意識を曲げない強い心を持つ。『X-2』では、自分を変えるため、ティーダのように明るく振る舞うことや「ムカツキ」などリュックの口調を真似ていたりする。
自らが『シン』（エボン＝ジュ）を討ち果たし大召喚士になった後は、行方不明となったティーダの面影を求め、飛空艇でスピラの空を駆け巡る。
なお、周囲からの呼称集は、「ユウナ（味方の大抵から。ティーダ・ワッカ・アーロン・リュックなど）」、「ユウナ様（目下の相手、他人、シェリンダなど）」、「ユウナ君（イサール）」、「ユウナ殿（シーモア）」、「ユウナちゃん（ジェクト・ルッツなど）」、「大召喚士様」、「ユウナん（リュック）」と呼ばれてることも多い。

## 容姿
『FFX』では和風の袴・振袖をモチーフとした清楚なスタイルであったが、『X-2』ではタンクトップにホットパンツの組み合わせで着用している。有名人であるユウナの印象を変えるためリュックが用意した。『X』と『X-2』とを比較すれば、基本的に女性キャラクターの肌露出度が高くなっており、ユウナも例に漏れず露出度が高くなっている。身長はFFX時点で161cm、FFX-2時点で162cm。七曜の武器は「ニルヴァーナ」である。

### ファイナルファンタジーX
袴（はかま）に振袖をモチーフとした清楚な姿。キャラクターデザイナーの野村哲也によれば、元々は琉球服をもとにデザイン構想していたが、キーリカでの水上の異界送りシーンを構成する際に振袖に変更され、結果として袴振袖のデザインになったという。袴着は神道における巫女の常用着であり、また袴に振袖姿は女子学生の卒業式や成人式などでの定番服となっている。袴和装では通常使用しない袋帯を着装しているほか、履物としてブーツを着装するなど独特のデザインとなっている。聖ベベル宮ではウェディングドレスを着用している。
DVDでの特典映像としてワッカのもとで、この格好のまま海に潜って着衣水泳ならび潜水の訓練を受けている想定でのシーンが収録されている。またユウナの背中にバハムートのタトゥーを入れる構想があったため、背中はイブニングドレスのように肌が露出して大きく開いている。袴や帯のデザイン、アクセサリ、司祭のロッドのデザインは「オオハマボウ（沖縄方言で"ゆうな"）」。

### ファイナルファンタジーX-2
活動的な服装になり、タンクトップにホットパンツのスタイル。胸にブリッツボールチーム「ザナルカンド・エイブス」のチームシンボルを模したメタルアクセサリーをしている。二丁拳銃「タイニービー」を装備したガンマンスタイル（ドレスフィア「ガンナー」モデル）。髪型、服装ともにティーダを意識している。ピアス、ネックレスは変わらず付けており、服の色合いやつけ毛は巫女の髪の結び方であったりと前作の名残はある。

## その他の作品への登場
ドラゴンクエスト&ファイナルファンタジー in いただきストリートSpecial
ドラゴンクエストシリーズとファイナルファンタジーシリーズの合作であるこの作品にもティーダ・リュック・アーロン・パインと共に参戦。召喚士姿とドレスフィア「ガンナー」姿の2種類のユウナが登場する。
キングダムハーツ2
盗賊「カモメ団」のメンバーとしてリュック、パインと供に小さな妖精のような姿で登場する。財宝を入手するため、マレフィセント側についてソラたちのスパイをしている。
半熟英雄シリーズ
3作目『対3D』以降将軍として友情出演（グラフィックは通常の将軍と同じ）
4作目『七人の半熟英雄』ではカトリイヌが「元召喚士の二丁拳銃使い」としてユウナのコスプレをする。
3作目のあるボス戦では背景がなぜかティーダとユウナの公式CGイラストになっていた。
ディシディア デュオデシム ファイナルファンタジー
ジェクトと共にコスモス陣営に所属。シリーズで初めてティーダを名前で呼ぶ。『X』直後の設定のストーリーであり、記憶を失っているティーダと再会を果たす。その後、ティーダ達の未来の戦いに望みを託し、消滅覚悟で最後の戦いに挑むという『X』とは対照的なエピソードが描かれる。

## 名前の由来
琉球言葉で「月」の意味があるとされたためその情報が流布されたが、月に相当する沖縄方言は「つき（あるいはシノ）」であり、「ゆうな」はハイビスカスの一種のオオハマボウ（ヤマアサ）の名称である（夕方に開花するため）。また和語ではゆうな（夕菜）は夕食のおかずの意味であり、家族の温かみ、豊穣や恵みを象徴するものとして女子の名前として好まれるものである。
キャラクターデザイナーの野村哲也によれば、ユウナの衣服とネックレスはオオハマボウ（ゆうな）をデザインしたものであり、また名前については「よる（朝に夕に～あさなゆうな）」を表す沖縄方言から取ったとしている 。